# Bensulida
La bensulida és un compost organofosforat inhibidor d'acetilcolinesterases que s'utilitza principalment com a insecticida.